# Berenice (Oxyrhynchus)
Berenice, död efter 109 e. kr., var en egyptisk-romersk entreprenör (vinhandlare).
Hon är en av de personer vars liv har blivit föremål för forskning genom den berömda Oxyrhynchus papyri. Hon var gift med den förmögna vinhandlaren Pasion i Oxyrhynchus. Paret nämns först år 90; år 106 tycks hon ha blivit änka. Hon var verksam som ledare för vinhandeln, kanske sedan hon ärvt makens affärsverksamhet. Hon är känd från det testamente hennes make upptecknade till hennes förmån, och för hennes affärstransaktioner, bland dem hennes rättsprocess med sin och sin döde makes kollega, vinhandlaren Apion. 